# Alma Lund
 Der er for få eller ingen kildehenvisninger i denne artikel, hvilket er et problem. Du kan hjælpe ved at angive troværdige kilder til de påstande, som fremføres i artiklen.

Alma Lund (født Wikstrøm, 1854 – 1932), var en norsk operasanger (sopran) og skuespiller.
Lund var tilknyttet operaen i Helsinki, senere Den Nationale Scene i Bergen og var en af flere bergenske skuespillere, som drog til det nye Nationaltheatret, da det åbnede i 1899. Her sang hun i teatrets kor (som også var faste statister), foruden at have en del småroller og sangroller. Marta i Faust var hendes største opgave. Hun trak sig tilbage fra teatret i 1920.
Alma Lund havde den kvindelige hovedrolle i den første norske spillefilm, Fiskerlivets farer fra 1907.
Hun var gift med operasangeren Bjarne Lund (1858-1894).